# Central New York

Delstaten New Yorks olika regioner. Central New York är markerat som nummer 4.

Central New York är den centrala regionen i staten New York, som inkluderar följande counties och städer:
| Cayuga County   | – Auburn                             |
| Cortland County | – Cortland                           |
| Madison County  | – Oneida                             |
| Onondaga County | – Syracuse (största stad i regionen) |
| Oswego County   | – Fulton och Oswego                  |

Enligt denna definition har regionen en befolkning på cirka 773 606 (2009) och inkluderar storstadsregionen Syracuse.

## Utbildning
De stora högskolorna och universiteten i regionen inkluderar Wells College, Cornell University, Colgate University, SUNY Upstate Medical University, Hamilton College, Le Moyne College, SUNY Oswego, SUNY Cortland, Utica College, Ithaca College, Syracuse University the SUNY ESF, Cazenovia College, Morrisville State College och SUNY Polytechnic Institute.

## Media
Stora tidningar i regionen inkluderar Oneida Daily Dispatch, Syracuse Post-Standard, Auburn Citizen, Rome Daily Sentinel, Ithaca Journal och Utica Observer-Dispatch.
Regionen betjänas av flera tv-stationer baserade i Syracuse (inklusive ABC-dotterbolag WSYR-TV, NBC-dotterbolag WSTM-TV, CBS-dotterbolag WTVH, Fox-dotterbolag WSYT och PBS-medlemsstation WCNY-TV ) och Utica (NBC / CBS-dotterbolag WKTV, ABC dotterbolag WUTR och Fox TV-dotterbolag WFXV ).

## Definitioner
Obs: Cortland County och Tompkins County anses ofta vara en del av New York State-regionen som kallas Southern Tier ; den skid landet demarkationslinjen går genom Cortland County. Tompkins County, som har Ithaca i slutet av Cayuga Lake, anses också vara en del av Finger Lakes. Oneida County och Herkimer County anses ofta vara en del av New York State-regionen som kallas Mohawk Valley, även om definitionerna "Central New York" och "Mohawk Valley" överlappar varandra och ingen av definitionerna är ömsesidigt exklusiva. Därför är Tompkins County, Cortland County, Oneida County och Herkimer County bara Central New York i bredare mening med frasen "Central New York".
Endast Onondaga County, Cayuga County, Oswego County och Madison County anses alltid vara "Central New York".
New York State Department of Transportation: s definition av Central / Eastern regionen inkluderar länen Albany, Broome, Chenango, Columbia, Cortland, Delaware, Fulton, Greene, Herkimer, Madison, Montgomery, Oneida, Onondaga, Oswego, Otsego, Rensselaer, Saratoga, Schenectady, Schoharie, Sullivan, Ulster och Washington, men förbinder sig inte till en definition av Central New York i sig.

## Historia
Under den tidiga historiska perioden uteslöt Iroquois (Haudenosaunee, Five Nations) framgångsrikt Algonquian- stammar från regionen.
Central New York Military Tract (land reserverat för soldater från den amerikanska revolutionen) låg här. Många städer härledda från traktaten har klassiska namn.

## Talmönster
Centrala New York ligger nära den östra kanten av dialektregionen som kallas Inland North, som sträcker sig så långt västerut som Wisconsin. Regionen kännetecknas av skiftet i vokaluttal som kallas Northern Cities Vowel Shift, även om skiftet under de senaste decennierna har börjat blekna ut bland yngre generationer.
Ordet soda används för läsk i centrala New York; detta skiljer det språkligt från Western New York, där pop används.